# Waschhaus (Msida)

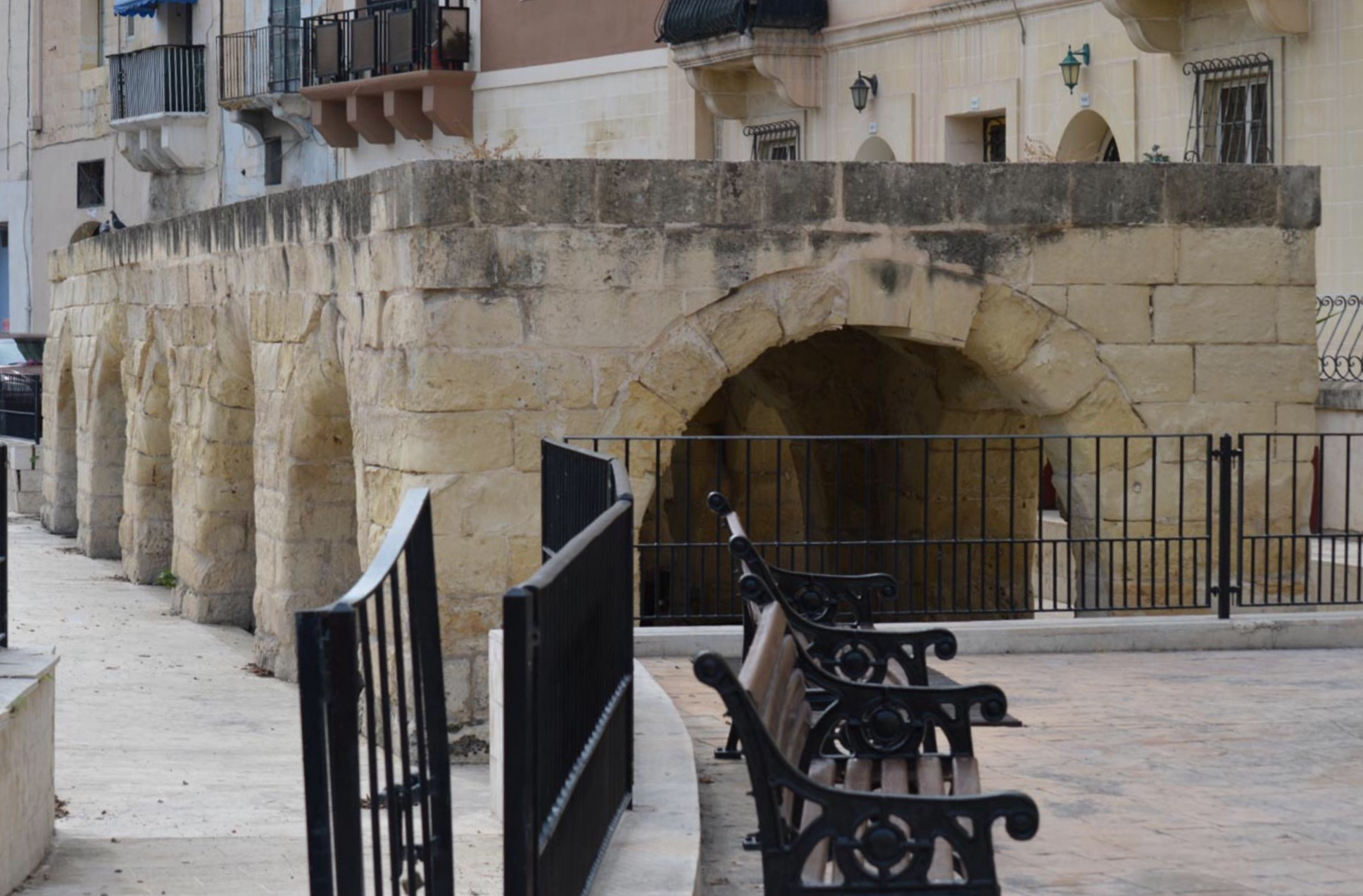
Das Waschhaus in Msida

Das Waschhaus (maltesisch L-Għajn tal-Ħassellin, englisch Wash-house) ist ein kulturhistorisch bedeutsames Bauwerk in Msida, Malta am Triq il-Wied tal-Imsida. Es ist im National Inventory of Cultural Property of the Maltese Islands unter der Nummer 18 aufgeführt.
Das Gebäude besteht aus einer Loggia, deren Bögen über einer ehemaligen Quelle aufgeführt sind, an der die Waschfrauen arbeiteten.
Seit dem 16. Jahrhundert befand sich an dieser Stelle ein Waschplatz an einer der wenigen natürlichen Quellen Maltas. Auf Anweisung des Bailli des Malteserordens Wolfgang von Guttenberg wurde 1705 über dieser Quelle eine Loggia errichtet. Sie steht am Ausgang des Birkirkara Valley.
Obwohl eine Straße über den Wasserlauf gebaut wurde, ist das Gebiet bei starken Regenfällen immer noch Überflutungen ausgesetzt.